# Лейк-Гамільтон (Флорида)
Лейк-Гамільтон (англ. Lake Hamilton) — місто (англ. town) в США, в окрузі Полк штату Флорида. Населення — 1537 осіб (2020).

## Географія
Лейк-Гамільтон розташований за координатами 28°2′57″ пн. ш. 81°37′37″ зх. д. / 28.04917° пн. ш. 81.62694° зх. д. (28.049203, -81.626850).  За даними Бюро перепису населення США в 2010 році місто мало площу 10,68 км², з яких 8,13 км² — суходіл та 2,55 км² — водойми.

## Демографія
Згідно з переписом 2010 року, у місті мешкала 1231 особа в 467 домогосподарствах у складі 339 родин. Густота населення становила 115 осіб/км².  Було 582 помешкання (55/км²).
Расовий склад населення:
| - 63,4 % — білих - 24,9 % — чорних або афроамериканців - 0,8 % — азіатів - 0,5 % — корінних американців - 8,3 % — осіб інших рас |

До двох чи більше рас належало 2,2 %. Частка іспаномовних становила 13,4 % від усіх жителів.
За віковим діапазоном населення розподілялося таким чином: 23,1 % — особи молодші 18 років, 59,4 % — особи у віці 18—64 років, 17,5 % — особи у віці 65 років та старші. Медіана віку мешканця становила 41,7 року. На 100 осіб жіночої статі у місті припадало 93,6 чоловіків;  на 100 жінок у віці від 18 років та старших — 92,1 чоловіків також старших 18 років.
Середній дохід на одне домашнє господарство  становив 53 148 доларів США (медіана — 44 000), а середній дохід на одну сім'ю — 57 756 доларів (медіана — 58 889). За межею бідності перебувало 17,1 % осіб, у тому числі 39,4 % дітей у віці до 18 років та 1,0 % осіб у віці 65 років та старших.
Цивільне працевлаштоване населення становило 460 осіб. Основні галузі зайнятості: освіта, охорона здоров'я та соціальна допомога — 27,0 %, роздрібна торгівля — 22,2 %, мистецтво, розваги та відпочинок — 19,6 %.